# Русанов, Иван Ефимович
Иван Ефимович Русанов (7 сентября 1915, Обухов — 9 апреля 1995, Киев) — лётчик-наблюдатель 11-го отдельного разведывательного авиационного полка 3-й воздушной армии 1-го Прибалтийского фронта, капитан. Герой Советского Союза.

## Биография
Родился 7 сентября 1915 года в посёлке Обухов Киевской области в крестьянской семье. Украинец. Член КПСС с 1944 года. Окончил семилетнюю школу и Харьковский авиационный техникум. Работал в Актюбинском аэропорту техником.
В 1939 году призван в ряды Красной Армии. В боях Великой Отечественной войне с 22 июня 1941 года. Был стрелком-бомбардиром, затем лётчиком-наблюдателем. Воевал на Юго-Западном, Калининском, 1-м Прибалтийском и 3-м Белорусском фронтах.
25 августа 1941 года девятка бомбардировщиков, в которой был И. Е. Русанов, разбомбила вражескую переправу на Днепре и мост. Теперь предстояло нанести удар по скоплению вражеских войск и техники на берегу Днепра.
Вышли на цель. У берега, где скопились части врага, взметнулось пламя взрывов. Началась паника. Появились вражеские истребители и взяли в клещи самолёт И. Е. Русанова. Вдруг разрыв оглушил его. Кабина наполнилась дымом. Самолёт начал снижаться. Перевалив через верхушки придорожных деревьев, машина скользнула вниз и, подпрыгивая на неровностях, остановилась. Лётчик, приподнявшись на сиденье, оглянулся назад. Увидев, что по лицу И. Е. Русанова струйками стекала кровь, лётчик вытащил сержанта из кабины.
К ним бежали колхозники. Самолёт совершил посадку недалеко от города Бахмач, в нескольких километрах от своего аэродрома. И. Е. Русанова на машине отправили в госпиталь. Врачи насчитали на его теле сорок две раны. Все они, к счастью, оказались лёгкими. Сержант быстро поправился.
Из госпиталя его направили в авиационную часть, а оттуда — в школу авиационных разведчиков. Эта профессия не из лёгких. Не хватало опыта, но боевые товарищи охотно делились с ним своими знаниями. Каждый день с аэродрома поднимались «петляковы» и уходили на задания.
В один из таких дней уходил на задание и экипаж, в котором лётчиком-наблюдателем был И. Е. Русанов. Линию фронта прошли в облаках на высоте 3000 метров и вскоре уже оказались в заданном квадрате. Разведка подходила к концу. Оставалось сделать последний заход, чтобы сфотографировать ещё одну полосу. И в это время из облаков вынырнули два «фокке-вульфа». Трассы пуль прошли рядом с фюзеляжем «петлякова».
Барражировавшие в стороне два советских истребителя ринулись в атаку на врага. Завязался воздушный бой. Сержант И. Е. Русанов воспользовался этим и завершил аэрофотосъёмку. Самолёт нырнул в облака и через полчаса был уже на своем аэродроме. Разведданные были очень ценными. Командующий воздушной армией лично вынес экипажу благодарность, а командир полка назвал авиационных разведчиков воздушными следопытами.
Советские войска успешно продвигались вперед. Перед воздушными разведчиками была поставлена задача — произвести аэрофотосъёмки оборонительной полосы противника в районе города Смоленска. Прошли над линией фронта. Через две минуты самолёт должен был войти в заданный квадрат. Впереди вспыхнули белые шапки зенитных разрывов. Осколками были пробиты плоскости, фюзеляж, хвостовое оперенье. Однако разведчик продолжал выполнять боевое задание.
Вслед за зенитками самолёт атаковали истребители противника. Фашистские стервятники бросились со всех сторон на одинокий советский самолёт. Забились, затрепетали огненные язычки вражеских пулемётов, ударили пушки. «Петляков» вздрогнул, словно на что-то натолкнулся. В кабину рванулось пламя. Самолёт падал.
Сбивая с себя руками пламя, И. Е. Русанов отодвинул фонарь кабины и, перекинув тело через борт, полетел вниз, навстречу вечерним сумеркам, опустился с парашютом на лесную поляну. Две ночи шел на восток И. Е. Русанов по территории, занятой врагами, прислушиваясь к далекому гулу орудий. Идти с каждым шагом становилось все труднее. Нестерпимо болели обожженные лицо и руки.
Только на рассвете следующего дня в расположение нашего боевого охранения приполз измождённый человек. Пехотинцы удивились: как только он не взорвался на минном поле. Руки его были покрыты волдырями. Пальцы кровоточили. Он назвал свою часть и попросил скорее доставить к своим.
Указом Президиума Верховного Совета СССР от 23 февраля 1945 года за 215 успешных боевых вылетов с проявленными мужеством и отвагой капитану Ивану Ефимовичу Русанову присвоено звание Героя Советского Союза с вручением ордена Ленина и медали «Золотая Звезда».
После окончания Великой Отечественной войны продолжал службу в ВВС. В 1952 году окончил курсы штурманов Краснодарской военной объединённой школы лётчиков. В 1955 году И. Е. Русанов уволился в запас. Работал заведующим лабораторией в сельскохозяйственной академии. Жил в Киеве. Умер 9 апреля 1995 года.
Награждён орденом Ленина, 2 орденами Красного Знамени, орденами Отечественной войны 1-й степени, Красной Звезды, медалями.